# Francisco Antonio Ceballos Escobar
Francisco Antonio Ceballos Escobar CSsR (ur. 4 marca 1958 w Génova) – kolumbijski duchowny rzymskokatolicki, od 2020 biskup Riohacha.

## Życiorys
Święcenia kapłańskie przyjął 29 czerwca 1985 w zgromadzeniu Najśw. Odkupiciela. Pracował przede wszystkim w seminariach i domach formacyjnych na terenie Kolumbii. W latach 2001–2008 był prowincjałem, zaś w latach 2008-2010 prowikariuszem generalnym wikariatu apostolskiego Puerto Carreño.
10 czerwca 2010 otrzymał nominację na wikariusza apostolskiego Puerto Carreño oraz na biskupa tytularnego Zarny. Sakry biskupiej udzielił mu 30 lipca 2010 abp Aldo Cavalli.
22 kwietnia 2020 został mianowany biskupem diecezji Riohacha, zaś 4 czerwca 2020 kanonicznie objął urząd.